# Pôle universitaire Léonard-de-Vinci
El Pôle universitaire Léonard de Vinci es un grupo universitario francés ubicado en La Défense.
El Pôle universitaire Léonard de Vinci, un establecimiento de educación superior, fue creado en 1995 por iniciativa del consejo general de Hauts-de-Seine, luego dirigido por Charles Pasqua : por lo tanto, a menudo se le conoce apocalípticamente como "Fac Pasqua". Es una educación superior privada francesa. Originalmente, se financiaba principalmente con fondos públicos. El clúster ahora es administrado por la Asociación Leonardo da Vinci (ALDV) y ya no recibe ningún subsidio de Hauts-de-Seine. El PULV ha sido administrado por Pascal Brouaye desde 2012 y cuenta con la certificación EESPIG desde el 10 de enero de 2018.

## Profesora notable
- Natacha Polony, una periodista, política, actriz y ensayista francesa